# Équipe du pays de Galles de rugby à XV au Tournoi britannique 1908
L'Équipe du pays de Galles de rugby à XV au Tournoi britannique 1908 termine première en réussissant la triple couronne. Par convention le pays de Galles est crédité d'un Grand Chelem (quatre victoires en quatre matchs) car, si la France est admise seulement en 1910, les Gallois rencontrent déjà la France en marge du Tournoi et ils doublent leur triple couronne par une victoire face aux Français. Cette victoire est la quatrième d’une série de sept victoires en douze ans dans le tournoi, de 1900 à 1911. Cette équipe compte alors des joueurs de talent comme George Travers, Dicky Owen, Billy Trew. Vingt joueurs ont contribué à ce succès. Reggie Gibbs inscrit quatre essais contre la France ce qui est toujours un record codétenu par Reggie Gibbs, Willie Llewellyn, Maurice Richards, Ieuan Evans, Shane Williams et Nigel Walker.

## Liste des joueurs

### Avants
- John Alf Brown (3 matchs)
- William Dowell (4 matchs)
- Tom Evans (1 match)
- George Hayward (3 matchs)
- Billy O'Neill (4 matchs)
- Charlie Pritchard (1 match)
- Dick Thomas (2 matchs)
- George Twyber Travers (4 matchs)
- James Watts (4 matchs)
- Jim Webb (4 matchs)

### Demi de mêlée
- Dicky Owen (2 matchs)
- Tommy Vile (2 matchs)

### Demi d'ouverture
- Dick Jones (3 matchs, 1 essai)
- Percy Bush (2 matchs, 1 essai, 1 transformation, 1 drop)

### Trois quart centre
- Rhys Gabe (4 matchs, 2 essais)
- Billy Trew (4 matchs, 4 essais)

### Trois quart aile
- Reggie Gibbs (4 matchs, 6 essais, 1 transformation)
- Johnny Williams (3 matchs, 3 essais)
- Teddy Morgan (1 match, 2 essais)

### Arrière
- Bert Winfield (4 matchs, 5 transformations, 2 pénalités)

## Résultats des matchs
- Le 18 janvier victoire 28-18 contre l'équipe d'Angleterre à Bristol
- Le 1er février, victoire 6-5 contre l'équipe d'Écosse à Swansea
- Le 2 mars, victoire 36-4 contre l'équipe de France à Cardiff
- Le 14 mars, victoire 11-5 contre l'équipe d'Irlande à Belfast

## Points marqués par les Gallois

### Match contre l'Angleterre
- Rhys Gabe (6 points, 2 essais)
- Billy Trew (3 points, 1 essai)
- Reggie Gibbs (3 points, 1 essai)
- Bert Winfield (7 points, 2 transformations, 1 pénalité)
- Percy Bush (9 points, 1 essai, 1 transformation, 1 drop)

### Match contre l'Écosse
- Billy Trew (3 points, 1 essai)
- Johnny Williams (3 points, 1 essai)

### Match contre la France
- Reggie Gibbs (14 points, 4 essais, 1 transformation)
- Billy Trew (6 points, 2 essais)
- Teddy Morgan (6 points, 2 essais)
- Dick Jones (3 points, 1 essai)
- Bert Winfield (7 points, 2 transformations, 1 pénalité)

### Match contre l'Irlande
- Johnny Williams (6 points, 2 essais)
- Reggie Gibbs (3 points, 1 essai)
- Bert Winfield (2 points, 1 transformation)